# ویگو ویدروئه
ویگو ویدروئه (انگلیسی: Viggo Widerøe) (زاده ۱۹۰۴ - درگذشته ۲۰۰۲) کارآفرین، خلبان و مدیر ارشد اجرایی نروژی بود، که در سال ۱۹۳۴ شرکت ویدروئه را تأسیس نمود.